# Asterophora mirabilis
Asterophora mirabilis är en svampart som först beskrevs av T.W. May, och fick sitt nu gällande namn av Redhead & Seifert 2001. Asterophora mirabilis ingår i släktet Asterophora och familjen Lyophyllaceae.   Inga underarter finns listade i Catalogue of Life.